# مهین عظیما
مهین عظیما با نام اصلی مهین دخت عظیما (زاده ۲۱ آذر ۱۳۰۸ در تهران - درگذشته ۱۹ تیر ۱۳۹۸ در تهران) نقاش ایرانی یکی از آخرین بازماندگان نسل طلایی نقاشی بود.

## زندگی‌نامه
مهین دخت عظیما در ۲۱ آذر ۱۳۰۸ در تهران زاده شد. وی در سال ۱۳۲۷ (خورشیدی) به عنوان دوازدهمین دختر دانشجوی کارشناسی نقاشی در دانشکده هنرهای زیبای دانشگاه تهران پذیرفته شد و پس از فارغ‌التحصیلی در سال ۱۳۳۲ (خورشیدی) با مسعود برزین ازدواج کرد. در سال ۱۳۴۸ (خورشیدی) زمانی که همسرش برای مأموریتی عازم خوزستان شد با جمعی از بانوان، خیریه‌ای را برای کمک به مردمان سیل‌زده خوزستان تشکیل داد و در خانه «عبد الجلیل» پرآوزه‌ترین نقاش آن منطقه با سبک نقاشی پشت شیشه (ویترای) آشنا شد و با اینکه در فضای هنر نوگرا کار می‌کرد تصمیم گرفت این شیوه قدیمی از نگارگری ایرانی را با سبکی نوین دوباره احیا کند.
مهین عظیما در آغاز با رنگ روغن معمولی و به صورت خودآموخته کار می‌کرد اما بعدها به استفاده از اکریلیک پرداخت. او در بیشتر آثار خود به نمایش جلوه‌هایی از طبیعت پرداخته و با رنگ‌هایی زنده و شاد، گل‌ها، درختان و پرندگان را در پس شیشه نقش می‌زد. از مهین عظیما تاکنون نمایشگاه‌های مختلف انفرادی و گروهی بسیاری در ایران و کشورهایی چون بلژیک، فرانسه، یوگسلاوی، و ترکیه برپا و در سال ۲۰۰۲ (میلادی) نمایشگاهی از آثار او در دانشگاه هاروارد برگزار شده‌است. وی در سال ۱۳۸۲ (خورشیدی) موفق به دریافت نشان درجه یک هنری و دکتری از شورای ارزشیابی هنرهای سنتی شد.
کتاب زندگی‌نامه و مجموعه آثار مهین عظیما تماشاگر رؤیا نام دارد. در این کتاب گزیده‌ای از آثار نقاشی مهین عظیما به همراه بایگانی از نگاره‌ها، مدارک و مطالب نشریات گوناگون دربارهٔ آثار او وجود دارد.

## گفتاورد
مهین عظیما معتقد بود نقاشی باید در زمان خودش و به شکل تازه ارائه شود. نقاش باید نقاش زمانه خودش باشد و فقط ایده و گوشه‌ای از سبک‌های قدیمی را بگیرد.

## درگذشت
مهین عظیما عصر روز سه‌شنبه ۱۸ تیر ۱۳۹۸ پس از تحمل دوره‌ای بیماری درگذشت. وی از سال ۱۳۹۳ (خورشیدی) توان نقاشی کردن را از دست داده بود. پیکر عظیما در کنار همسرش و در مقابل قطعه نام‌آوران به خاک سپرده شد.